# Religionsgeschichte von Lhorong
| Tibetische Bezeichnung                      |
| ------------------------------------------- |
| Tibetische Schrift: ལྷོ་རོང་ཆོས་འབྱུང             |
| Wylie-Transliteration: lho rong chos 'byung |
| Chinesische Bezeichnung                     |
| Vereinfacht: 洛绒史籍; 洛絨教史             |
| Pinyin:Luorong shiji; Luorong jiaoshi       |

Die Religionsgeschichte von Lhorong (tib. lho rong chos 'byung) oder Lhorong Chöchung ist ein älteres Werk der tibetischen politischen und religiösen Geschichtsschreibung aus der Perspektive eines Angehörigen der Taglung-Kagyü-Schule des tibetischen Buddhismus mit dem Schwerpunkt auf dem östlichen Tibet. Es wurde von Tatshag Tshewanggyel (rta tshag tshe dbang rgyal) in der Mitte des 15. Jahrhunderts verfasst. 

## Autor
Der Verfasser war eine mächtige Persönlichkeit in Lhorong (lHo rong) im westlichen Kham (Khams) und ein hochrangiger Buddhist. Er stand in enger Beziehung zu dem Riboche-Kloster (ri bo che), dem "Unteren Kloster" (im Gegensatz zum "Oberen Kloster" Taglung, dem Gründungskloster der Taglung-Kagyü-Tradition). Sein ganzes Leben lang spendete er den Klöstern Xikahatuo Lakang, Karma, Taglung und Dansa Thil Geld für Buddhastatuen, Stupas und buddhistische Schriften, auch für den Druck von Werken hoher Mönche der Kagyü-Schule und des Kanjur (die kanonische Literatur enthaltende Textsammlung des Tibetischen buddhistischen Kanons). Viele Landgüter – darunter auch Tatshag Gang (rta tshag sgang) – stellte er unter die Verwaltung des Riboche-Klosters.
Zu seinen Lehrern zählten der Abt aus dem Kloster Densa Thil (gDan sa mthil) Chenga Sönam Gyeltshen (spyan snga bsod nams rgyal mtshan; 1386–1434), Taglung Chöje Changchub Gyatsho (chos rje byang chub rgya mtsho; 1403–1448) und Tsongkhapa Lobsang Dragpa (tsong kha pa blo bzang grags pa; 1357–1419).

## Werk
Das Werk wurde zwischen 1446 und 1447 auf dem Landgut Tatshag Gang (rTa-tshag sgang) in Lhorong (lHo-rong) verfasst, 1451 korrigiert, aus dem Jahr 1460 stammt eine Abschrift. Es enthält Biographien von wichtigen Vertretern der Kagyü-Schule des tibetischen Buddhismus – wie Marpa und Milarepa – sowie weiteren Personen aus der Kagyü-Tradition, mit detaillierten Einführungen auch zu Lehrer-Schüler-Übertragungen der Barom-, Karma-, Phagdru-, Drigung- und Taglung-Schulen, insbesondere aus dem östlichen Tibet. 
Das Werk zitiert in großem Umfang Material eines Verfassers Chengawa sowie aus anderen relevanten Materialien.
Die Ausgabe der tibetischen Buchreihe gangs can rig mdzod ist in drei Teile untergliedert: Der erste Teil ist Shakyamuni, den Zwölf Taten des Buddha und Arhats (Buddhaschüler) gewidmet. Der zweite Teil, der Hauptteil des Werkes, beschäftigt sich vom indischen Lehrer Tilopa des Gründers der Kagyü-Schule Marpa an bis zu Khenpo Phugpa mit über dreihundert Mönchen der Kagyü-Schule. Die knapp vierhundertjährige Geschichte der Kagyü-Schule sowie Politik, Wirtschaft, Kultur und Religion aus verschiedenen Phasen in Tibet werden abgehandelt. Der dritte Teil liefert ergänzende Informationen aus den Perioden der Früheren und Späteren Verbreitung der Lehre der tibetischen Geschichte.

## Ausgaben
- Rta tshag Tshe dbang rgyal: Lho rong chos 'byung. Hrsg. von gLing dbon Padma skal bzang & Ma grong Mi 'gyur rdo rje. Lhasa: Bod ljongs bod yig dpe rnying dpe skrun khang (Tibetan Classics Publishing House) 1994; ISBN 7-80589-017-X (Photo)[15] (als Nr. 26 der tibetischen Buchreihe gangs can rig mdzod; vgl. Tibetische Akademie der Sozialwissenschaften)

### Nachschlagewerke
- Dan Martin, Yael Bentor (Hg.): Tibetan Histories: A Bibliography of Tibetan-Language Historical Works (London, Serindia 1997), ISBN 0906026431 (Nr. 118) - (Addenda et Corrigenda)